# Allen Allison
Allen Allison est un herpétologiste américain né en 1950.
Diplômé de l'Université de Californie, il travaille depuis 1983 au Muséum Bishop d'Hawaii, dont il a été le Vice President for Science de 1998 à 2012.
C'est un spécialiste de l'herpétofaune néo-guinéenne.

## Taxons nommés en son honneur
- Choerophryne allisoni Richards & Burton, 2003
- Liophryne allisoni Zweifel, 2000

## Quelques taxons décrits
- Albericus exclamitans Kraus & Allison, 2005
- Albericus murritus Kraus & Allison, 2009
- Albericus sanguinopictus Kraus & Allison, 2005
- Austrochaperina septentrionalis Allison & Kraus, 2003
- Callulops eremnosphax Kraus & Allison, 2009
- Callulops marmoratus Kraus & Allison, 2003
- Callulops omnistriatus Kraus & Allison, 2009
- Carlia bomberai Zug & Allison, 2006
- Carlia caesius Zug & Allison, 2006
- Choerophryne longirostris Kraus & Allison, 2001
- Cophixalus bewaniensis Kraus & Allison, 2000
- Cophixalus caverniphilus Kraus & Allison, 2009
- Cophixalus cupricarenus Kraus & Allison, 2009
- Cophixalus desticans Kraus & Allison, 2009
- Cophixalus interruptus Kraus & Allison, 2009
- Cophixalus iovaorum Kraus & Allison, 2009
- Cophixalus kethuk Kraus & Allison, 2009
- Cophixalus linnaeus Kraus & Allison, 2009
- Cophixalus melanops Kraus & Allison, 2009
- Cophixalus phaeobalius Kraus & Allison, 2009
- Cophixalus pulchellus Kraus & Allison, 2000
- Cophixalus sisyphus Kraus & Allison, 2006
- Cophixalus sphagnicola Zweifel & Allison, 1982
- Cophixalus timidus Kraus & Allison, 2006
- Cophixalus tomaiodactylus Kraus & Allison, 2009
- Cophixalus variabilis Kraus & Allison, 2006
- Cyrtodactylus murua Kraus & Allison, 2006
- Emoia guttata Brown & Allison, 1986
- Hylarana waliesa (Kraus & Allison, 2007)
- Hylophorbus proekes Kraus & Allison, 2009
- Liophryne magnitympanum Kraus & Allison, 2009
- Litoria bibonius Kraus & Allison, 2004
- Litoria eschata Kraus & Allison, 2009
- Litoria flavescens Kraus & Allison, 2004
- Litoria rubrops Kraus & Allison, 2004
- Lobulia alpina Greer, Allison & Cogger, 2005
- Lobulia glacialis Greer, Allison & Cogger, 2005
- Lobulia stellaris Greer, Allison & Cogger, 2005
- Lobulia subalpina Greer, Allison & Cogger, 2005
- Mantophryne axanthogaster Kraus & Allison, 2009
- Oreophryne anamiatoi Kraus & Allison, 2009
- Oreophryne ezra Kraus & Allison, 2009
- Paedophryne amauensis Rittmeyer, Allison, Gründler, Thompson & Austin, 2012
- Platymantis browni Allison & Kraus, 2001
- Platymantis bufonulus Kraus & Allison, 2007
- Platymantis caesiops Kraus & Allison, 2009
- Platymantis manus Kraus & Allison, 2009
- Platymantis sulcatus Kraus & Allison, 2007
- Tropidonophis dolasii Kraus & Allison, 2004
- Xenorhina adisca Kraus & Allison, 2003
- Xenorhina arboricola Allison & Kraus, 2000
- Xenorhina zweifeli (Kraus & Allison, 2002)